# Codiulus etirus
Codiulus etirus är en mångfotingart som beskrevs av Chamberlin 1941. Codiulus etirus ingår i släktet Codiulus och familjen Parajulidae. Inga underarter finns listade i Catalogue of Life.